# リンコレリア・ディグビアナ

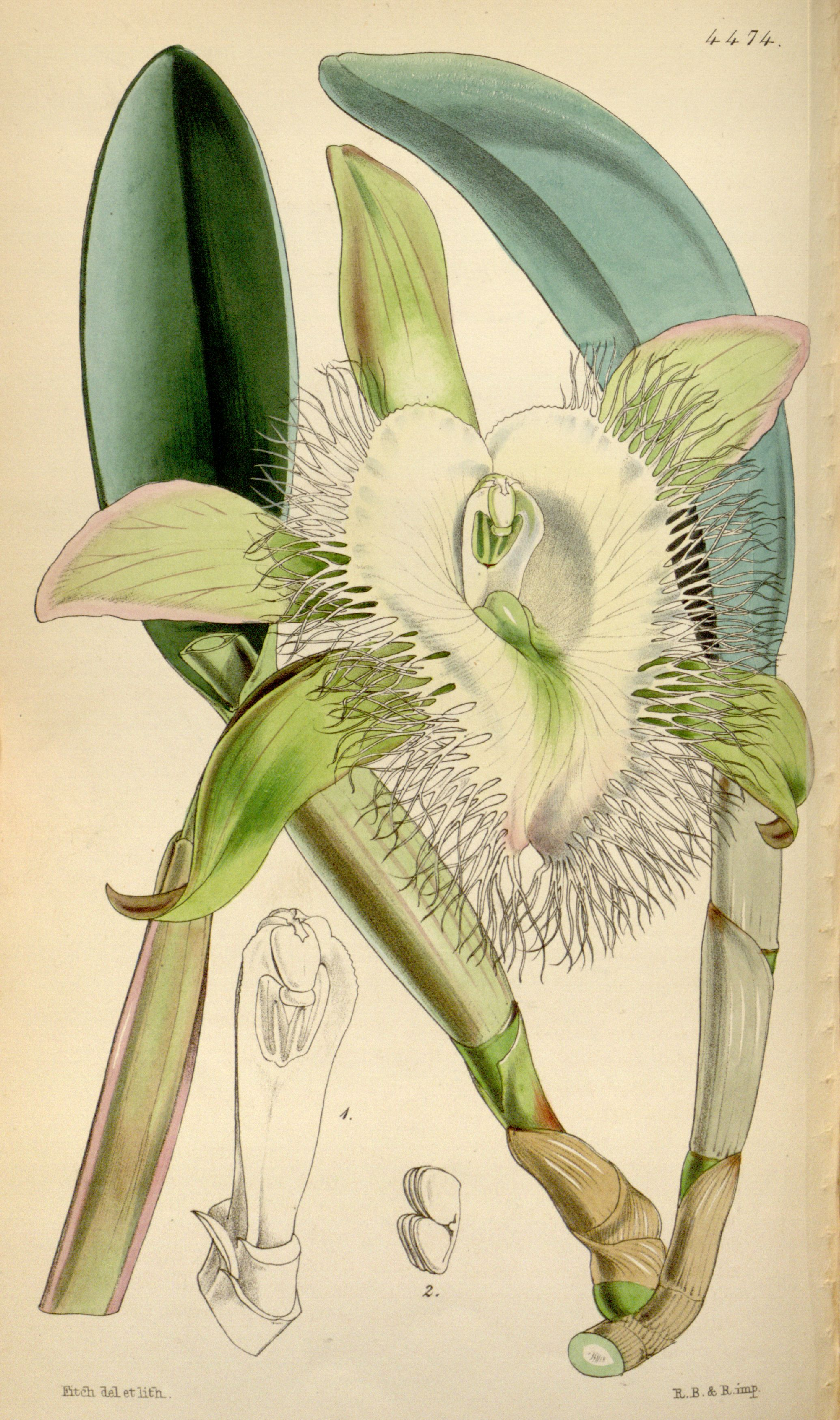
図版

リンコレリア・ディグビアナ Rhyncholaelia digbyana は、ラン科植物の1種。大きく広がった唇弁の縁が細かく裂ける。洋ランとして、またカトレア類の交配親としても重視される。かつてはブラッサボラ属 Brassavola とした。

## 特徴
多年生の着生植物。全体にカトレアに似ていて、匍匐茎と偽球茎を持つ。偽球茎は長楕円状紡錘形で高さは15cmくらいになる。先端に葉を一枚つける。葉は多肉で革質、長さ10-20cmでやや扁平、先端は丸い。
開花期は春から夏。花は偽球茎の先端から伸びる花茎の先に出て、花茎は長さ5cmほどで、花をその先端に一つだけ生じる。花径は10-15cm、萼片と花弁は淡黄緑色、唇弁はより白っぽい。花弁と萼片は細長く、萼片は舌型から楕円状披針形、花弁は楕円状倒披針形。唇弁は基部が筒状になり、先端は大きく広がる。形としては大きく三裂しており、側裂片の基部がずい柱を抱き、その前方部分と中裂片が大きく広がる部分となる。その縁は細かな糸状に裂け、極めて独特の様子を見せる。夜間に強い芳香を放つ。
なお、同属の別種にはグラウカ R. glauca がある。葉姿と花形は似ているが、やや大柄で、唇弁の縁は波打つもののなめらかとなっている。

## 分布と生育環境
ホンジュラス、ユカタン半島に分布する。低地で日当たりのよい岩の上や樹幹に着生して生育する。

## 利用
洋ランとして栽培される。独特の花形と香りのために評価は高い。
だがそれ以上に交配親として重要で、カトレア類においてより唇弁が大きく広がる花の作出を目指して多用されてきた。かつてはブラッサボラ属としていたため、この種を交配親としたものは、たとえばカトレア属との交雑種はブラソカトレア属 Brassocattleya とした。これに当たる最初の種は1889年にサンダーリストに登録された。これに含まれたものは、そもそもカトレア属に本種の「美しい唇弁の性質を導入することにあった」のである。
なお、この組み合わせは、現在では本種の属が変更になったためにリンコレリオカトレア属 Rhyncholaeliocattleya となる。かつてのブラソカトレアのかなりのものがこれによって移動することになる。ちなみに、唇弁は大きくなり、その縁には細かいフリル状の襞が生じる例が多いが、本種のように細かく裂ける形になる例はごく少ない。